# Condado de Charlton
El condado de Charlton (en inglés: Charlton County) es un condado en el estado estadounidense de Georgia. En el censo de 2000 el condado tenía una población de 10 282 habitantes. La sede de condado es Folkston. El condado fue formado el 18 de febrero de 1854 a partir de una porción del Condado de Camden y fue nombrado en honor a Robert M. Charlton, un senador de Georgia.

## Geografía
Según la Oficina del Censo, el condado tiene un área total de 2028 km² (783 sq mi), de la cual 2022 km² (781 sq mi) es tierra y 6 km² (2 sq mi) (0,28%) es agua.

### Condados adyacentes
- Condado de Brantley (noreste)
- Condado de Nassau, Florida (este)
- Condado de Camden (este)
- Condado de Baker, Florida (sur)
- Condado de Ware (oeste y noroeste)

### Áreas protegidas nacionales
- Okefenokee National Wildlife Refuge

## Autopistas importantes
- U.S. Route 1
- U.S. Route 23
- U.S. Route 301
- Ruta Estatal de Georgia 4
- Ruta Estatal de Georgia 15
- Ruta Estatal de Georgia 23
- Ruta Estatal de Georgia 40
- Ruta Estatal de Georgia 94
- Ruta Estatal de Georgia 121
- Ruta Estatal de Georgia 185

## Demografía
En el  censo de 2000, hubo 10 282 personas, 3342 hogares y 2499 familias residiendo en el condado. La densidad poblacional era de 13 personas por milla cuadrada (5/km²). En el 2000 había 3859 unidades unifamiliares en una densidad de 5 por milla cuadrada (2/km²). La demografía del condado era de 68,59% blancos, 29,26% afroamericanos, 0,42% amerindios, 0,34% asiáticos, 0,06% isleños del Pacífico, 0,14% de otras razas y 1,21% de dos o más razas. 0,79% de la población era de origen hispano o latino de cualquier raza. 
La renta promedio para un hogar del condado era de $27 869 y el ingreso promedio para una familia era de $33 364. En 2000 los hombres tenían un ingreso medio de $26 631 versus $17 978 para las mujeres. La renta per cápita para el condado era de $12 920 y el 20,90% de la población estaba bajo el umbral de pobreza nacional.

## Ciudades y pueblos
- Folkston
- Homeland
- Moniac
- Saint George